# Бохорок
Бохорок је врста ветра који дува у југоисточној Азији. Доноси суво време источним деловима Суматре (која је позната по великој влажности).